# Барабанов, Андрей Евгеньевич
Барабанов Андрей Евгеньевич (25 октября 1954, Ленинград — 14 августа 2017, Санкт-Петербург) — российский математик. Доктор физико-математических наук, профессор.

## Биография
Выпускник математико-механического факультета Ленинградского государственного университета (1976). Там же учился в аспирантуре.
После защиты кандидатской диссертации (1980) работал в НИИММ, с 1988 г. старший научный сотрудник.
С 1997 г. также преподавал на кафедрах теоретической кибернетики и общей математики СПГУ, профессор. Разработал спецкурсы «Синтез оптимальных регуляторов и фильтров» и «Математические методы обработки информации в системах управления и связи», а также 4 годовых спецкурса по компьютерной обработке речевого сигнала для студентов филологического факультета.
Научные интересы были сосредоточены в области оптимального управления.

## Избранные труды

### Диссертации
- Барабанов, Андрей Евгеньевич. Адаптивное оптимальное управление линейными динамическими объектами в условиях стационарных помех : диссертация … кандидата физико-математических наук : 01.01.09. — Ленинград, 1979. — 122 с. : ил.
- Барабанов, Андрей Евгеньевич. Синтез минимаксных регуляторов : диссертация … доктора физико-математических наук : 01.01.02. — Санкт-Петербург, 1996. — 482 с. : ил.

### Книги
- Синтез минимаксных регуляторов : [Монография] / А. Е. Барабанов; С.-Петерб. гос. ун-т. — СПб. : Изд-во СПб. ун-та, 1996. — 222 с.: граф.; ISBN 5-288-01531-7
- Синтез оптимальных регуляторов : учеб. пос. / А. Е. Барабанов ; Санкт-Петербургский гос. ун-т. — СПб.: СПбГУ, 2013. — 74 с.

### Статьи
- Барабанов А. Е., Гелиг А. Х., Леонов Г. А., Лихтарников А. Л., Матвеев А. С., Смирнова В. Б., Фрадков А. Л. Частотная теорема (лемма Якубовича-Калмана) в теории управления // АиТ. 1996. № 10. С. 3-40
- А. Е. Барабанов, «Инвариантность и полиномиальный синтез стратегий в линейно-квадратичной игре», Автомат. и телемех., 2006, № 10, 20-46